# 주제항공위원회

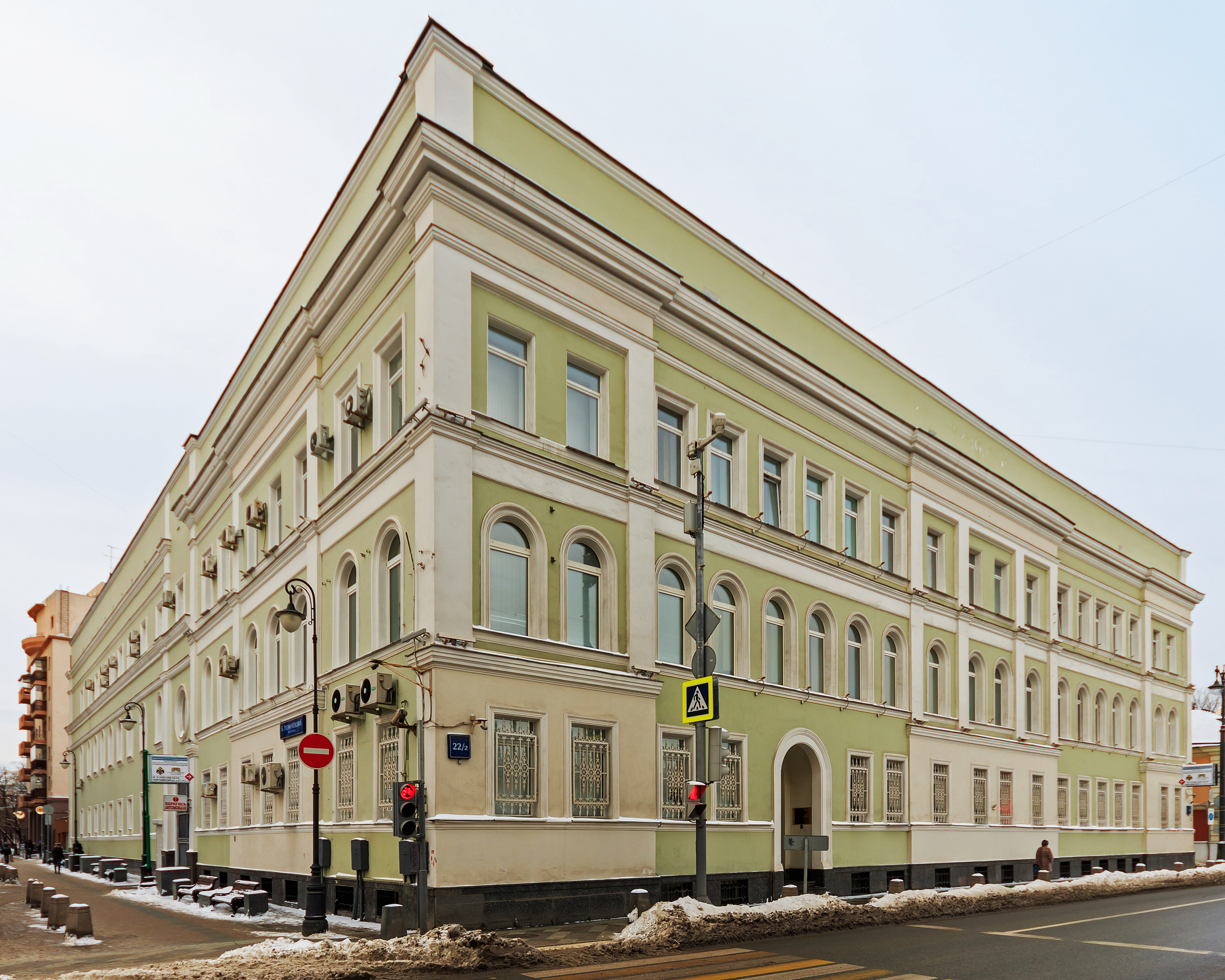
IAC/MAK본사

주제항공위원회(영어: Interstate Aviation Committee, IAC, 러시아어: Межгосударственный авиационный комитет, MAK)는 독립 국가 연합의 민간항공의 이용과 경영을 감시하는 위원회이다. 주제항공위원회는 전 소비에트 연방의 12개국이 민간항공 및 영공의 이용에 대한 정부 간 합의(Intergovernmental Agreement on Civil Aviation and Use of Airspace)에 서명한 1991년에 설립되었다. (1991년 12월 25일에 벨라루스 민스크에서 서명) 이 위원회의 본사는 러시아 모스크바 중앙구 야키만카에 위치해 있다. 2011년 기준으로 위원장은 타티야나 아노디나이다.
주제항공위원회의 항공사고조사위원회(Air Accident Investigation Commission)는 정기적으로 전 소비에트 공화국들 내의 비행기 충돌을 조사한다.
주제항공위원회가 관할하는 나라로는 아제르바이잔, 아르메니아, 벨라루스, 카자흐스탄, 키르기스스탄, 몰도바, 러시아, 타지키스탄, 투르크메니스탄, 우크라이나, 우즈베키스탄을 포함한다. 어느 시점부터 에스토니아와 라트비아가 주제항공위원회의 정찰 지위를 받았다. 조지아는 현재 주제항공위원회를 탈퇴한 상태이지만, 2011년 기준으로 여전히 IAC와 협업을 진행 중이다.
1999년 몰도바는 민간항공 및 영공의 이용에 대한 정부 간 합의의 참여를 그만둘 의향이 있다고 선언하였는데 이는 곧 주제항공위원회의 탈퇴를 의미한다. 몰도바는 CIS 정부체의 참여를 줄이길 바랐다. 몰도바는 아직 주제항공위원회에서 탈퇴하지는 않았다.

## 같이 보기
- 아에로플로트 821편 추락 사고
- 2010년 폴란드 공군 Tu-154 추락 사고
- 로코모티프 야로슬라블 비행기 추락 사고
- UT에어 120편 추락 사고
- 레드 윙스 항공 9268편